# فرودگاه منطقه‌ای بیگ سندی
فرودگاه منطقه‌ای بیگ سندی (به انگلیسی: Big Sandy Regional Airport) یک فرودگاه همگانی بهره‌برداری هوایی است که یک باند فرود آسفالت دارد و طول باند آن ۱۵۲۴ متر است. این فرودگاه در کشور ایالات متحده آمریکا قرار دارد و در ارتفاع ۳۷۲ متری از سطح دریا واقع شده‌است.